# Quod auctoritate
Quod auctoritate  (en español, Con aquella autoridad) es la decimoctava encíclica de León XIII, publicada el 22 de diciembre de 1885 y con la que convoca un año santo extraordinario.

## Contenido
Comienza la encíclica refiriéndose a los años santos convocados por sus predecesores. 

Quod auctoritate Apostolica semel iam atque iterum decrevimus, ut annus sacer toto orbe christiano extra ordinem ageretur, oblatis bono publico caelestium munerum thesauris, quorum est in Nostra potestate dispensatio, idem placet in annum proximum, Deo favente, decernere
Con aquella misma autoridad apostólica que en otras ocasiones hemos decretado que en todo el mundo se celebre un año santo extraordinario, ofreciendo al bien público los tesoros de los dones celestiales, cuya dispensación está en Nuestro poder, nos complace, decretarlo para el próximo año, Dios mediante

La utilidad de esta iniciativa resulta clara  teniendo en cuenta las características de los tiempos y las costumbres en que se encuentra la sociedad. Ya en la anterior encíclica Immortale Dei, sobre el gobierno de los Estados, el papa había indicado la importancia que tenía que ellos se acercasen más a la verdad y al orden cristiano., Pero el Estado es tal como lo hacen las costumbre los pueblos, por eso con este año santo se busca que todos los fieles pongan en un primer plano la salvación de su alma. En efecto, este Santo Jubileo tiene como única finalidad la salvación de los corazones, y sirve no sólo al individuo sino a toda la sociedad, y a todas las naciones.
El papa hace una llamada a la penitencia, especialmente necesaria en estos tiempos en que el ambiente se opone a la sobriedad de vida, abandonando la virtud de la templanza,
Como ya hizo el papa en varias de las encíclicas que dedicó al rosario, desea -también con este año santo- fortalecer la unión de todos con la Santísima Madre María a través del rosario, por lo que pide a los obispos que promuevan entre todos los fieles su rezo. 
Para la obtención de la indulgencia del Año Santo, junto con las condiciones habituales de confesión y comunión la encíclica incluye la visitas a dos iglesias. Los que están en Roma deberán visitar dos veces las basílicas lateranense, vaticana y liberiana, elevando con esa ocasión sus oraciones

por la prosperidad y exaltación de la Iglesia Católica y de esta Sede Apostólica, por la extirpación de las herejías, por la conversión de todo pueblo descarriado, por la concordia de los príncipes cristianos, y por la paz y unión de todo el pueblo fiel, según Nuestra intención

Deben además vivir la abstinencia dos días distintos de los que por la ley de la Iglesia debe ya vivirse; y dar algunas limosnas. Los que viven fuera de Roma, realizarán esas visitas en algunas de las iglesias que designe el ordinario del lugar. La gente de mar y los viajeros cumplen con sus deberes cuando una vez regresados a su hogar visitan seis veces su iglesia principal o parroquial .